# NXT Battleground (2025)
Pour les articles homonymes, voir Battleground.
L'édition 2025 de Battleground (commercialisé sous le nom de Battleground Tampa) est un Premium Live Event de catch (lutte professionnelle) produit par la World Wrestling Entertainment, une fédération de catch américaine qui est télédiffusée et visible en paiement à la séance sur le WWE Network (en France et en Belgique). Cet événement met en avant les Superstars de NXT, le club-école de la compagnie. Il aura lieu le 25 mai 2025 au Yuengling Center à Las Vegas (Nevada). Il s'agit de la huitième édition de Battleground et la troisième depuis son retour pour NXT. Cet évènement marque la toute première défense de championnat de la Total Nonstop Action Wrestling dans un Premium Live Event de la WWE avec le TNA World Champion, Joe Hendry qui défend son titre contre Trick Williams.

## Contexte
Les spectacles de la World Wrestling Entertainment (WWE) sont constitués de matchs aux résultats prédéterminés par les scénaristes de la WWE. Ces rencontres sont justifiées par des storylines – une rivalité avec un catcheur, la plupart du temps – ou par des qualifications survenues dans les shows de la WWE telles que Raw, SmackDown et NXT. Tous les catcheurs possèdent une gimmick, c'est-à-dire qu'ils incarnent un personnage gentil (Face) ou méchant (Heel), qui évolue au fil des rencontres. Un événement comme NXT Battleground est donc un événement tournant pour les différentes storylines en cours,

### Oba Femi (c) contre Myles Borne
Le 29 avril à NXT, une Battle Royal est organisé afin de déterminer l'aspirant no 1 au NXT Championship la semaine prochaine. Elle sera remportée par Myles Borne.

### Stephanie Vaquer (c) contre Jordynne Grace
Le 19 avril à NXT Stand & Deliver (2025), Stephanie Vaquer conserve son NXT Women's Championship dans un Fatal Four Way match qui incluait également Giulia et Jordynne Grace. Le 29 avril à NXT, la manageuse générale de NXT, Ava annonce qu'un match entre Giulia et Jordynne Grace aura lieu afin de déterminé l'aspirante no 1 au NXT Championship la semaine suivante. Le match sera remporté par Jordynne Grace.

## Tableau des matchs
| Ordre par numéros | Match* | Stipulation(s)                                               |
| --- | --- | ------------------------------------------------------------ |
| 1 | Sol Ruca (c) bat Kelani Jordan | Match simple pour le NXT Women's North American Championship |
| 2 | Hank and Tank (Hank Walker and Tank Ledger) and Josh Briggs battent The Culling (Brooks Jensen, Niko Vance, and Shawn Spears) (with Izzi Dame) | 6-Man Tag Team match                                         |
| 3 | Channing "Stacks" Lorenzo bat Tony D'Angelo | Match simple                                                 |
| 4 | Stephanie Vaquer (c) bat Jordynne Grace | Match simple pour le NXT Women's Championship                |
| 5 | Oba Femi (c) bat Myles Borne | Match simple pour le NXT Championship                        |
| 6 | Trick Williams bat Joe Hendry (c) | Match simple pour le TNA World Championship                  |
| La lettre C placée entre parenthèses désigne la personne ou l’équipe championne en titre. * La carte peut être changée | |                                                              |